# Nicolas Buat
Pour les articles homonymes, voir Buat.
Nicolas Buat, né le 31 juillet 1969 à Cherbourg-Octeville, est un archiviste et historien français. Archiviste paléographe et conservateur du patrimoine, il a été directeur des études de l'École nationale des chartes (2016-2022) et délégué général du CTHS (2023-2024).

## Biographie
Né le 31 juillet 1969 à Cherbourg, dans la Manche, Nicolas Buat est ancien élève de l'Institut d'études politiques de Paris (où il n'a passé qu'un an, dans la promotion 1992) et archiviste paléographe (promotion 1995) avec une thèse intitulée La France et les "différends palatins". L'intervention de Louis XIV dans la querelle du droit de Wildfang en Allemagne, 1660-1674 et conservateur du patrimoine (promotion Nicolas-Appert, 1996).
Il est directeur adjoint des Archives de Paris, puis devient en décembre 2016 directeur des études de l'École nationale des chartes en remplacement de Jérôme Belmon.
Il devient délégué général du Comité des travaux historiques et scientifiques en 2023 mais doit quitter ce poste dès 2024, et il devient alors conseiller Culture à la mission pour l'anniversaire de la Libération de 1944[réf. nécessaire].

## Ouvrages
- Avec Évelyne Van den Neste, Dictionnaire de paléographie française : découvrir et comprendre les textes anciens, XVe – XVIIIe siècle, Paris, Les Belles Lettres, 2011, 654 p. (ISBN 978-2-251-44406-2, BNF 42366652).
- John Law : la dette, ou comment s'en débarrasser, Paris, Les Belles Lettres, coll. « Penseurs de la liberté » (no 5), 2015, 262 p. (ISBN 978-2-251-39905-8, BNF 44285378).
- Catastrophe de M. Vedeau de Grandmont : enquête sur une ténébreuse affaire du Grand Siècle, Paris, Les Belles Lettres, 2022  (ISBN 978-2-251-45332-3).
- David Ricardo : l'économiste capital, Paris, Les Belles Lettres, 304 p., 2023  (ISBN 978-2251454887).